# Alte Pflichten (Freimaurerei)

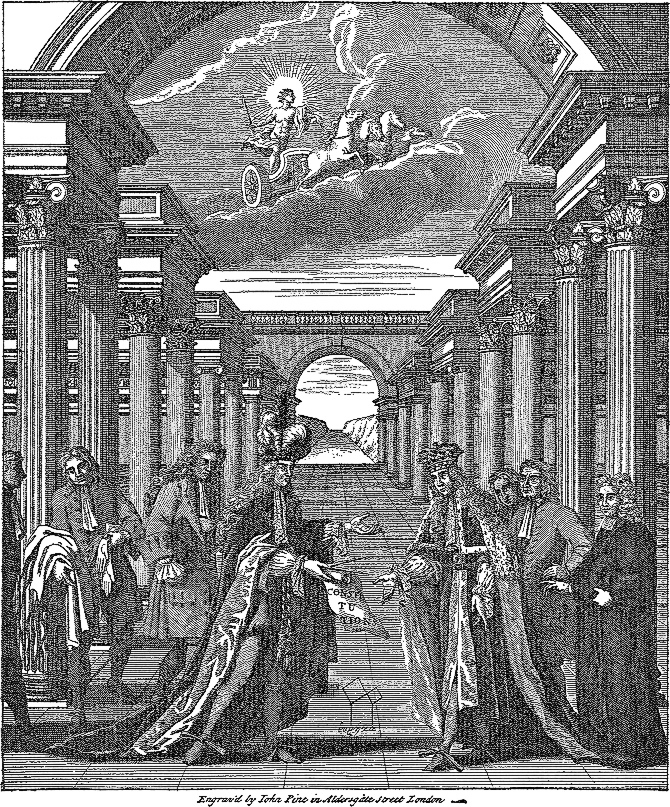
Titelbild der „Charges of a Free-Mason“ von James Anderson

Die Bezeichnung Alte Pflichten (Old Charges) (1723) ist der heute verwendete Name der ersten Konstitution der Ersten Großloge von England und wird in der Freimaurerei allgemein als ein Grundgesetz verstanden.

## Geschichte
Am 24. Juni 1717 vereinigten sich vier Freimaurerlogen in London und Westminster zu einer ersten Großloge. Am 29. September 1721 erteilte der erste englische adlige Großmeister John Montagu, 2. Duke of Montagu (* 1690; † 1749) dem schottisch-presbyterianischen Prediger James Anderson (1678–1739) den Auftrag, aus alten gotischen Konstitutionen eine neue Konstitution für die Großloge zu verfassen.
Anderson passte diese nach eigenen Aussagen an alte schottische Zunftsagen an und übernahm zudem in leicht veränderter Form eine Reihe Genereller Regeln (General Regulations), die von dem Altertumsforscher und zweiten Großmeister George Payne († 1757) anhand des alten gotischen Cooke-Manuskripts zusammengestellt und bereits am 24. Juni desselben Jahres auf der Großlogen-Versammlung verkündet wurde. Dieses Manuskript ist ein Pergament englischer Bauleute von etwa 1430/1440 und enthält eine Art Sage. Daran angeheftet ist ein Buch von 1388 mit einer Anleitung zur Erfüllung der Pflichten der Bruderschaft und zu sittlich-religiösem Verhalten.
Schon am 27. Dezember desselben Jahres war Anderson mit der Arbeit fertig und legte sie einem vierzehnköpfigen Ausschuss vor. In der endgültigen Fassung wurde sie schließlich am 17. Januar 1723 von der Großloge genehmigt und am 28. Februar desselben Jahres wurde im „Postboy“ öffentlich dafür geworben.
Die Alten Pflichten regeln das Verhältnis der Logenmitglieder untereinander und zu ihrer nichtmaurerischen Umgebung, ferner die Verhältnisse zu Religion und Politik. Ebenso fügte er hinzu, dass Frauen ab diesem Zeitpunkt – in England – kein Zutritt mehr zur Freimaurerei haben sollten, wie dies vorher durchaus üblich war, wie das York Manuscript No. 4, das sich in Besitz der Grand Lodge of York befindet, belegt. Noch 1712 wurde Elizabeth St. Leger (später Elisabeth Alsworth) als Freimaurer in der Lodge No. 95 aufgenommen. Diese Loge gibt es heute noch in der Stadt Cork – und ist auch heute noch von der UGLoE anerkannt.

“the elders taking the Booke, he or shee (sic!) that is to be made Mason shall lay their hands thereon, and the charge shall be given.”

„[wenn] die Älteren das Buch nehmen, möge er oder sie [sic], der oder die zu einem Freimaurer gemacht werden soll, die Hände darauf legen, und die Pflicht soll auferlegt werden.“

Die Schaffung dieser Konstitution und der gleichzeitige Anspruch, Logen nur dann als Freimaurerlogen anzuerkennen, wenn sie die Regeln dieser Konstitution befolgen, sorgte allgemein für Proteste alter Logen, vor allem von denen in York und Schottland. Anderson sah sich dabei Polemiken ausgesetzt, die ihn dazu veranlassten, die Logenbesuche einzustellen, bis er erst 1735 wieder freimaurerisch aktiv wurde.
Am 26. Januar 1738 folgte eine zweite Auflage. Aufgrund einer ganzen Reihe von Zweideutigkeiten kam es innerhalb der Freimaurerei zu einem Streit, welche der beiden Auflagen die richtige sei.

## Inhalt

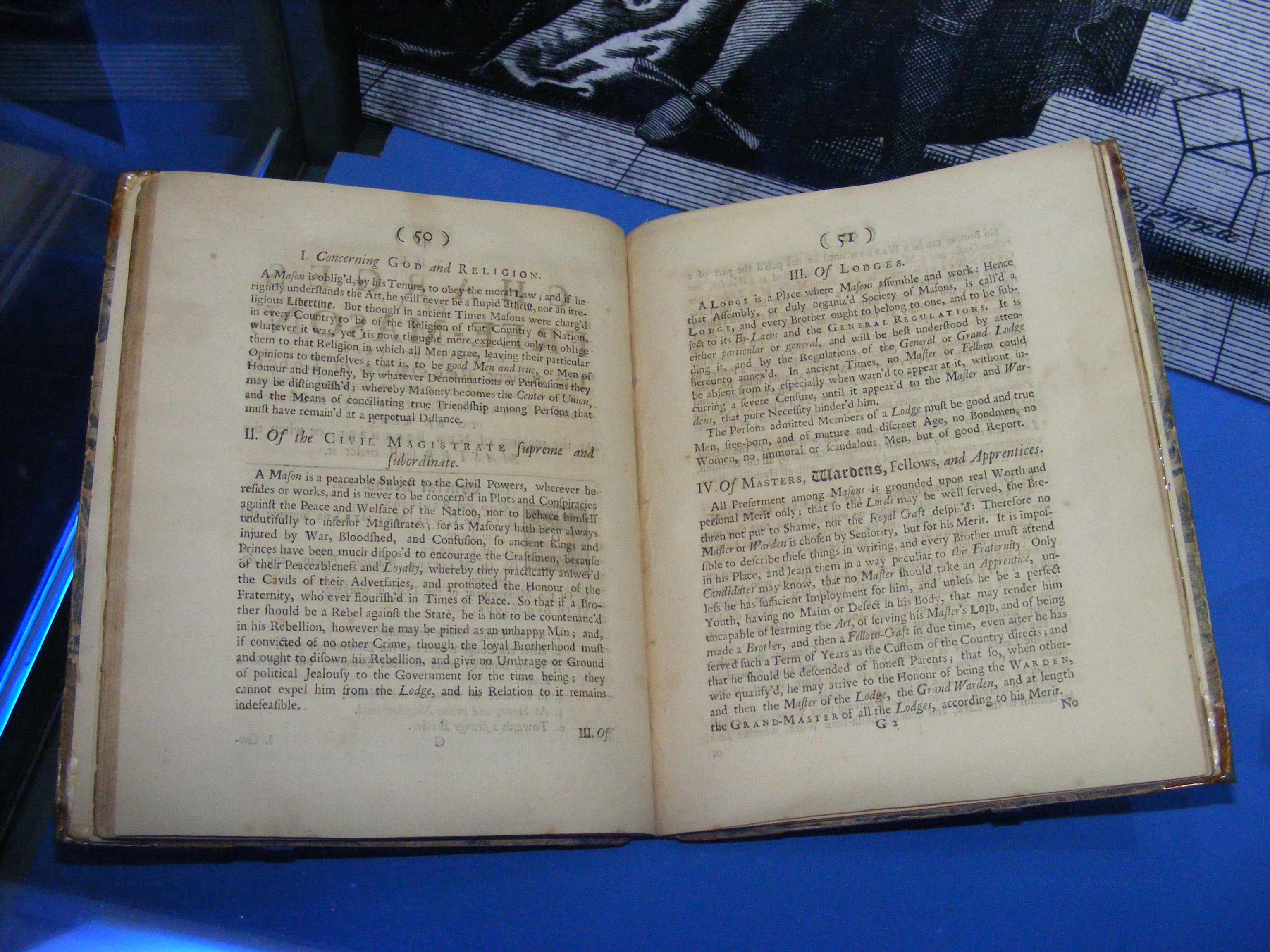
Pflichten eines Freimaurers

Das Buch der Konstitution beginnt mit einer Widmung an den zweiten Herzog von Montagu und wurde vom Naturforscher und deputierten Großmeister John Theophilus Desaguliers unterschrieben.
Die Einleitung besteht aus einer erfundenen Geschichte der Freimaurerei, die in ihrem Stil das „ehrwürdige Alter“ der Freimaurerei unterstreichen sollte. Darauf folgt der eigentliche Inhalt der Alten Pflichten. Sie beinhalten zahlreiche Aufnahmekriterien, die z. B. nur die Aufnahme von Personen von Moral zulassen, welche auch die Religion anderer Menschen respektieren. Ebenso regeln sie das Verhältnis gegenüber Staat, Politik und Gesellschaft als auch der Logenmitglieder untereinander und gegenüber fremden Freimaurern.